# Borboremaplateau

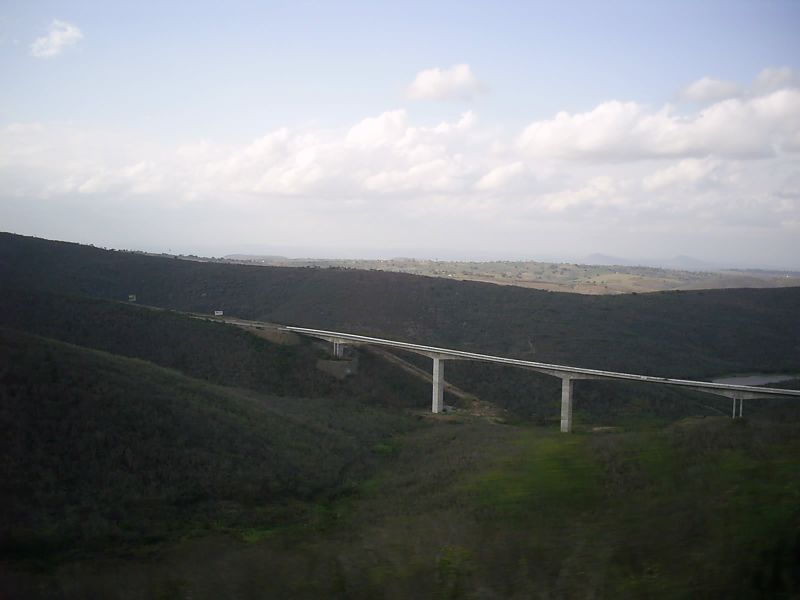
Borboremaplateau bij Gravatá.

Het Borboremaplateau (Portugees: Planalto da Borborema) is een bergachtig gebied in het noordoosten van Brazilië. De hoogte varieert van 300 tot 1260 meter. Een aantal belangrijke rivieren van de regio ontspringen in dit gebied. De naam Borborema betekent "steriel, onvruchtbaar land".

## Geografie
Het Borboremaplateau vormt de scheiding tussen de kustvlakte en de laagvlakte van de sertão. Het ligt in de staten Rio Grande do Norte, Paraíba, Pernambuco en Alagoas. Belangrijke plaatsen in het gebied zijn Campina Grande, Caruaru, Garanhuns en Arapiraca.
In het oosten aan de kust wordt het plateau afgebakend door een scherpe rand en bereikt ze 300 meter. Hier wordt het doorsneden door enkele valleien. Het centrale deel is 800 meter hoog, waarna het plateau naar het westen afdaalt naar 600 meter.

Het Borboremaplateau wordt doorsneden door de Serra das Russas en de Serra da Capaoba. Iets ten zuiden van het midden van het plateau rijst het Massief van Garanhuns tot 1000 meter. De hoogste toppen van het Borboremamassief zijn de Pico do Jabre (1197 meter) en de Pico do Papagaio (1260 meter).

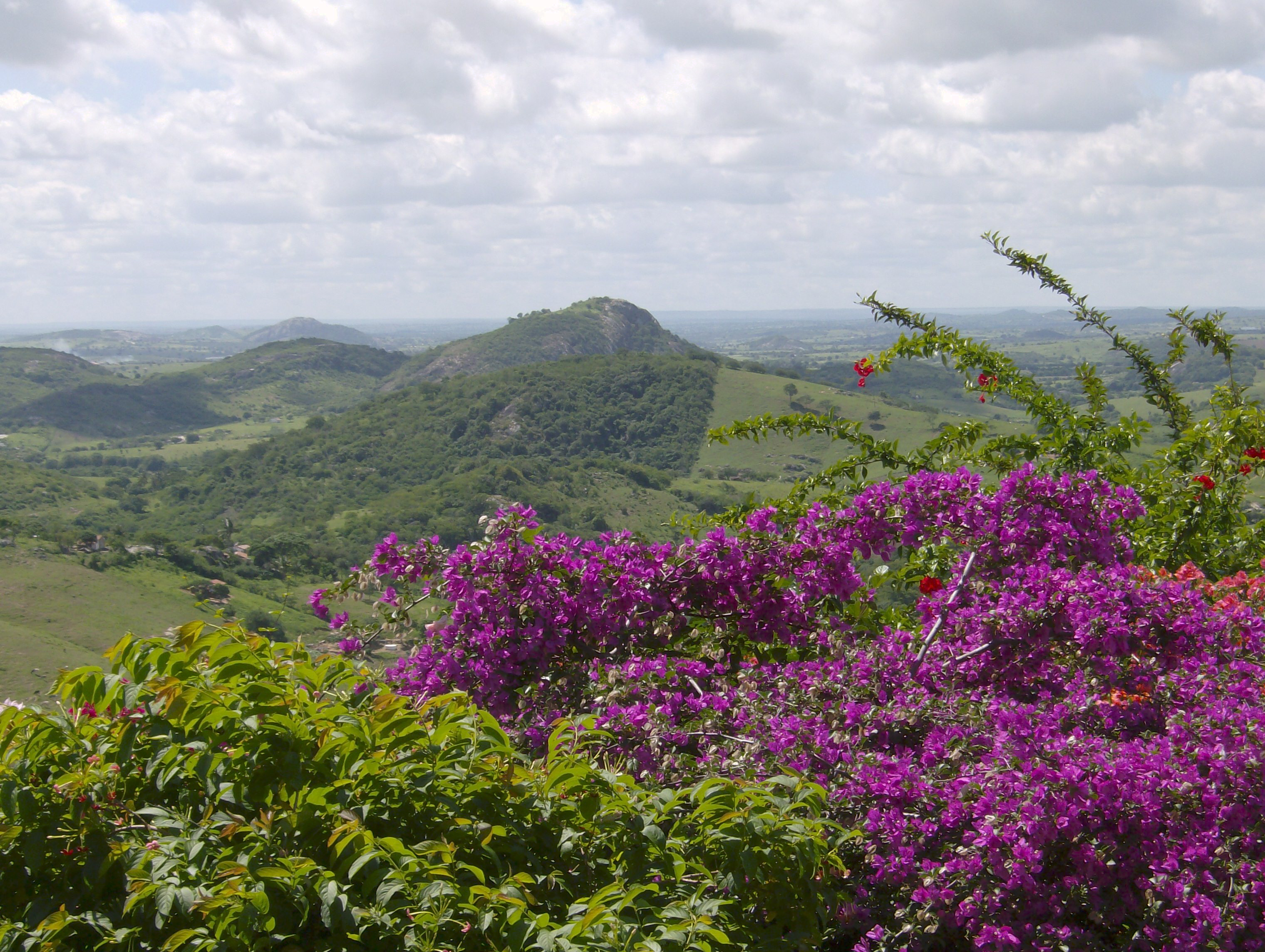
Serra da Capaoba

## Vegetatie
Het plateau ligt op de grens tussen het vochtige kustgebied en het droge binnenland (de Veelhoek van de Droogte). Op deze scheiding gaat het Atlantisch woud over in de caatinga. Resten Atlantisch woud zijn op sommige toppen nog te vinden, met name in het bosbeschermingsgebied Mata de Goiamunduba. In het Staatspark Pedra da Boca probeert men het ecotoerisme te bevorderen.

## Klimaat
De temperaturen op het Borboremaplateau variëren als volgt:
| Seizoen                  | Minimum | Maximum |
| ------------------------ | ------- | ------- |
| Winter (juli–augustus)   | 8–12°C  | 20–25°C |
| Zomer (januari–februari) | 18–20°C | 35°C    |

## Rivieren
Op het Borboremaplateau ontspringen de volgende rivieren:
- Moxotó
- Mundaú
- Pajeú
- Paraíba do Norte
- Seridó
- Una